# Luis Chavez y González
Luis Chavez y Gonzalez (ur. 24 kwietnia 1901 w Cuscatlán, zm. 27 marca 1987 w Mejicanos) – sługa Boży Kościoła katolickiego, salwadorski arcybiskup.

## Życiorys
Luis Chavez y Gonzalez urodził się 24 kwietnia 1901 roku. W dniu 16 listopada 1924 roku otrzymał święcenia kapłańskie. Był proboszczem parafii Ilobasco. W dniu 1 września 1938 roku, mając 37 lat, został mianowany przez papieża Piusa XI na arcybiskupa San Salvador. Otrzymał sakrę w dniu 12 grudnia 1938 roku. Złożył rezygnację z funkcji arcybiskupa w dniu 3 lutego 1977 roku. Zmarł 27 marca 1987 roku w wieku 86 lat w opinii świętości.
W czerwcu 2001 roku rozpoczęto jego proces beatyfikacyjny.